# Basilio Asquini
Basilio Asquini (Taufname Girolamo Antonio Asquini) auch Basilius Asquini (* 21. Mai 1682 in Udine; † 12. Januar 1745 ebenda) war ein italienischer römisch-katholischer Geistlicher und Biograf.

## Leben

### Herkunft und Werdegang
Basilio Asquini war der Sohn des Adligen Giulio Cesare Asquini (* 1635; † 1705), Notar und Kanzler venezianischer Behörden in Städten der Terraferma und dessen Ehefrau Isabella Madrisio; er hatte noch vier Geschwister. Sein Neffe war der Winzer Fabio Asquini, der den Seidenbau in Italien einführte.
Er trat 1698 in den Orden der Barnabiten in Monza ein und nahm am 27. Dezember 1698 den Namen Basilio an.
Als wichtige Persönlichkeit innerhalb des Ordens war er in Parma, Piacenza und Rom tätig; er unterrichtete bis 1713 Rhetorik an den Schulen der Barnabiten in Lodi und in seiner Heimatstadt Udine, wohin er zurückkehrte und sich ab 1718 niederließ und das Amt des Rektors des Kollegs San Lorenzo Giustinian und des Propstes zu einer Zeit innehatte, als das Institut und das angeschlossene Kolleg für Adelige stark anwuchsen.
Er beschäftigte sich mit Numismatik, sammelte Münzen sowie griechische und lateinische Medaillen und hinterließ eine kostbare Medaillensammlung.

### Schriftstellerisches Wirken
Basilio Asquini dichtete gelegentlich Reime, aber sein Interesse galt vor allem der Geschichte seiner Heimat im Klima der Res publica literaria der friaulischen Intellektuellen des frühen 18. Jahrhunderts.
Sein erstes gedrucktes Werk Lo spirito buono in traccia de’ mezzi per ben disporsi alla buona morte tradotto da un religioso barnabita, ein kleines Andachtsbüchlein, war 1723 die Übersetzung eines anonymen Franzosen für den Verlag Murero in Udine.
1735 veröffentlichte er mit Cent’ottanta e più uomini illustri del Friuli, quali fioriscono o anno fiorito in questa età ein Repertorium von Persönlichkeiten, die in fünf Klassen unterteilt waren (Geistliche, Militärs, Politiker, Ordensritter, Literaten), die ab 1665 ausgewählt wurden.
Nach seinem Tod blieb eine umfangreiche Anzahl seiner Manuskripte erhalten, die im Privatarchiv der Asquini in Fagagna bei Udine aufbewahrt wurden; einige befanden sich auch in der öffentlichen Bibliothek Vincenzo Joppi in Udine. Unvollendet blieb unter anderem die Storia sacro-profana del Friuli, von der Notizen und Entwürfe der ersten sechs Kapitel erhalten sind, sowie das Leben der Heiligen Euphemia, Dorothea und Thekla, das Leben der Herzöge von Friaul und Anselmo, von Paolo Diacono und des seligen Bertrando. Das Asquini-Archiv enthielt auch viele Notizen über die Familien von Udine sowie Vorarbeiten für eine unveröffentlichte Chronik der Adelsfamilien.

## Mitgliedschaften
Basilio Asquini war Mitglied einer literarischen Gesellschaft in Venedig.

## Schriften (Auswahl)
- Lo spirito buono in traccia de’ mezzi per ben disporsi alla buona morte tradotto da un religioso barnabita. Udine 1723.
- Cent’ottanta e più uomini illustri del Friuli, i quali fioriscono o hanno fiorito in questa età. Venedig, 1735 (Digitalisat).
- Vita e viaggi del beato Odorico da Udine. Udine: Murero, 1737 (Digitalisat).
- Ragguaglio geografico storico del territorio di Montefalcone nel Friuli. Udine, 1741 (Digitalisat).